# Christel Buschmann
Christel Buschmann (Wismar, Mecklemburg-Pomerània Occidental, 19 de març de 1942 ) és una directora, productora, periodista, escriptora i traductora alemanya.

## Biografia
Christel Buschmann passa el seu abitur a Bremen. Va estudiar filologia germànica i romànica així com filosofia a Hamburg i Munic. Va ser assistent científica a l'Arbeitsstelle für Deutsche Exilliteratur de la Universitat d'Hamburg amb el professor Hans Wolffheim. També va ser periodista i crítica literària des de 1964 als diaris Die Zeit, konkret, Tempo, Titanic i altres. Va investigar Sprache und Sprachbildung in der Dichtung Arno Schmidts. Ha traduït de l'anglès, ha informat per a SPIEGEL-TV i ha estat membre de l'equip editorial de Bestandsaufnahme: Utopia Film (ed. Alexander Kluge). Ha treballat des de 1975 com a professora convidada de dramatúrgia a escoles de cinema i ha estat activa des de 1976 com a autora, productora i directora de llargmetratges. Va viure a Hamburg (1961-1975), Munic (1976-1993) i Berlín (1993-2007) i torna a viure a Munic des del 2007. Està casada amb el director Reinhard Hauff i té un fill.

## Filmografia selecta
llargmetratges de ficció
- 1977 : Der Hauptdarsteller (guionista)
- 1979 : Die Patriotin (guionista)
- 1980 : Gibbi Westgermany
- 1982 : Comeback
- 1986 : Auf immer und ewig
- 1987 : Felix – segment Are You Lonesome Tonight?
- 1988 : Let´s kiss and say good-bye
- 1990 : La Dolce Daisy - Die Blume des Bösen
- 1995 : Dandy Of The Dark
- 2003 : Born In Saigon
- 2008 : Play Romeo
- 2014 : Performance 4.48

documentals
- 1991 : Maschaisk- ein Frauenstraflager in der Sowjetunion
- 1991 : Wunderheiler - Irrationalismus und Religiosität in der Sowjetunion
- 1991 : Der Putsch - 60 Stunden Moskau, August 1991.
- 1991 : Bericht aus einem russischen Straflager für Minderjährige
- 1992 : Wolfgang Joop - Porträt eines Modedesigners
- 1992 : Künstler für den Frieden
- 1993 : Der Fall Nguyen - Analyse eines Verdachts
- 1993 : Kindesmissbrauch
- 1994 : Kongress Kindesmissbrauch
- 1994 : Kindesmisshandlung - Der Missbrauch mit dem Missbrauch
- 1994 : Kindesmissbrauch - Die Rückkehr der verlorenen Kinder
- 1997 : Talking Heads and a Driving Car - Deutsche Regisseure in Hollywood